# فابيو كولونا
فابيو كولونا (و. 1567 – 1640 م) هو إحاثي، وعالم نبات من طليان، ولد في نابولي، توفي في نابولي، عن عمر يناهز 73 عاماً.